# Манно, Мильтиадеш
Ми́льтиадеш Ма́нно (венг. Manno Miltiades; 3 марта 1879, Панчево — 16 февраля 1935, Будапешт), иногда его имя писали как Мильтиадес (венг. Miltiádész) — венгерский футболист, нападающий. Помимо футбола занимался велогонками, конькобежным спортом и академической греблей. Вне спорта являлся художником и скульптором.

## Карьера
Мильтиадеш Манно родился в семье мигрантов из Греции. 
Манно рано начал заниматься спортом. В 1898 году он выиграл крупнейшую велогонку Венгрии Шиофок — Будапешт.

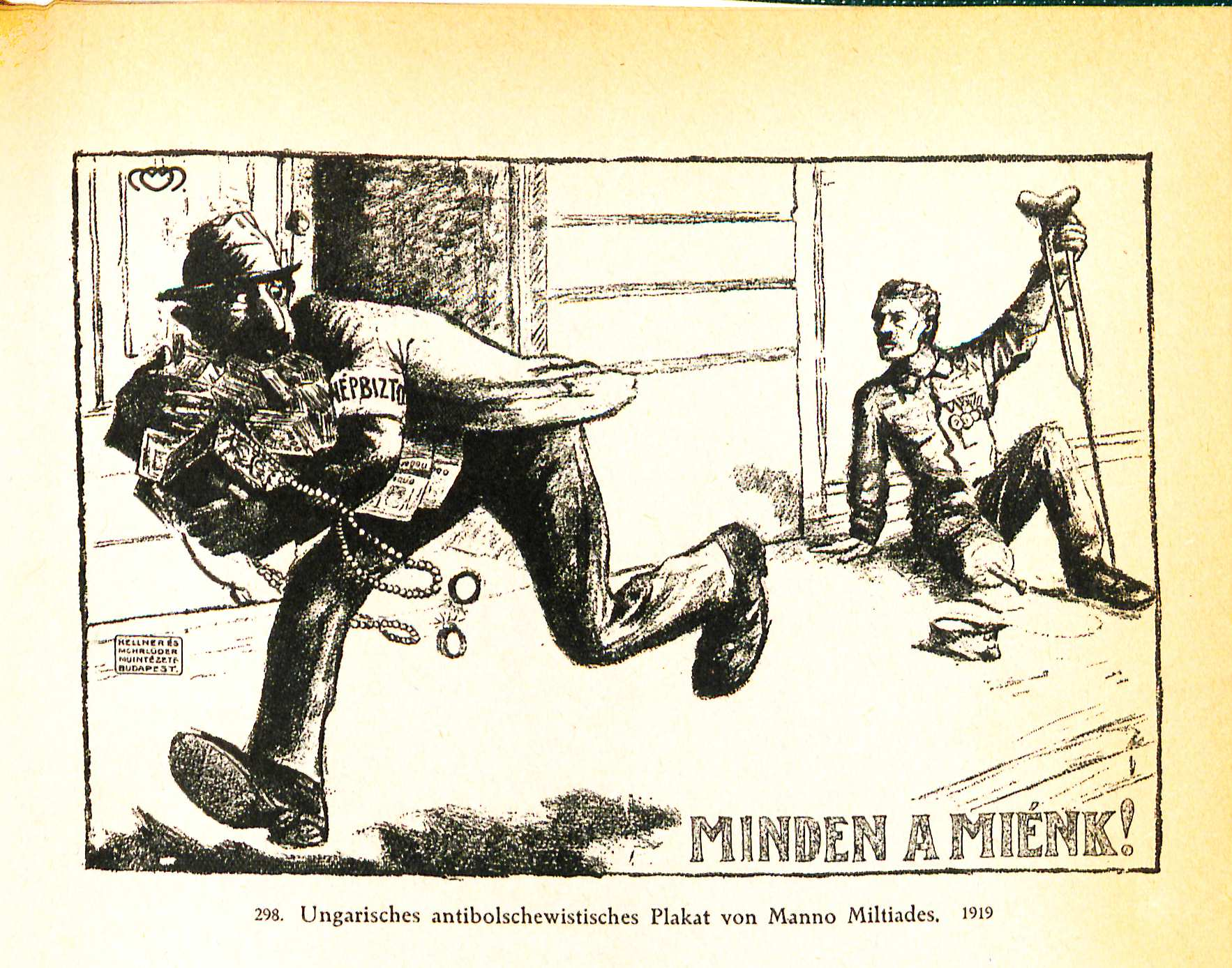
Антисемитский и антикоммунистический плакат Манно. На нарукавной повязке надпись «Народный комиссар». Подпись: «Это наше всё!»

В 1901 году он стал играть в футбол, выступая за клуб «Будапешти ТК». Этот клуб выиграл два первых проведённых чемпионата Венгрии, а сам Манно в обоих становился лучшим бомбардиром команды. В первом он забил 17 голов в 6 матчах, рекорд, не превзойдённый до сих пор. В тот же период он сыграл два товарищеских матча за сборную Венгрии. Они проходили в Будапеште 11 и 12 апреля и в них венграм противостояли английские клубы. Оба матча сборная проиграла с общей разницей мячей 1:9.
Помимо футбола Манно занимался конькобежным спортом: в 1903 году он вошёл в тройку лучших на чемпионате Европы и мира, и в 1905 на чемпионате Европы в забеге на 500 метров. Он 4 раза выигрывал чемпионат страны по этому виду спорта. Летом он занимался академической греблей, в которой также был успешен, выиграв 11 национальных чемпионатов в 1906 году в одиночном разряде. В 1912 году Манно поехал на Олимпиаду, где участвовал в соревнованиях по академической гребле среди восьмёрок. Венгрия, состоявшая только из членов клуба «Эвезош Эдьлет», выбыла уже после первого этапа. В 1906 году Манно выиграл регату в Мольси.

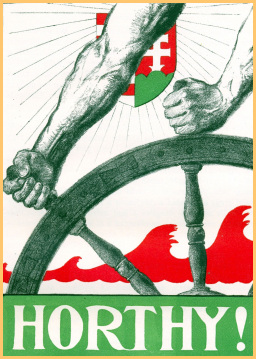
Пропагандистский плакат Манно в поддержку диктатора Хорти

В 1907 году Манно окончил мюнхенскую академию художеств, став работать художником-карикатуристом. Он участвовал в первой мировой войне, куда пошёл добровольцем. Он воевал в составе 1-го гусарского полка и был ранен пулемётным выстрелом во время боев в Галиции. За свою доблесть он был дважды награждён: 15 мая 1915 года он получил бронзовую медаль «За военные заслуги», а 13 сентября серебряную медаль на ленте креста «За военные заслуги». Войну Мильтиадеш закончил в звании капитана.
После прихода к власти Миклоша Хорти, Манно стал его сторонником. Он рисовал плакаты в его поддержку, а также плакаты, оскорбляющие коммунистический строй, большевиков и недолгую историю Венгерской социалистической республики. Его плакаты также имели антисемитскую направленность.
В 1932 году Мильтиадеш поехал на свою вторую Олимпиаду, где выставился на конкурсе искусств. Всего он представил 27 работ: 10 в категории живописи, 7 в категории рискунков и акварели и 10 в категории скульптуры. В результате он выиграл серебряную медаль за свою скульптуру «Борьба».

## Международная статистика
| Матчи Мильтиадеша Манно за сборную Венгрии | Матчи Мильтиадеша Манно за сборную Венгрии | Матчи Мильтиадеша Манно за сборную Венгрии | Матчи Мильтиадеша Манно за сборную Венгрии | Матчи Мильтиадеша Манно за сборную Венгрии | Матчи Мильтиадеша Манно за сборную Венгрии | Матчи Мильтиадеша Манно за сборную Венгрии |
| ------------------------------------------ | ------------------------------------------ | ------------------------------------------ | ------------------------------------------ | ------------------------------------------ | ------------------------------------------ | ------------------------------------------ |
| №                                          | Дата                                       | Место проведения                           | Оппонент                                   | Счёт                                       | Голы                                       | Турнир                                     |
| 1                                          | 11 апреля 1901                             | Будапешт                                   | Ричмонд                                    | 0:4                                        | —                                          | Товарищеский матч                          |
| 2                                          | 12 апреля 1901                             | Будапешт                                   | Саррей Уондерерс                           | 1:5                                        | —                                          | Товарищеский матч                          |

## Достижения

### Командные
- Чемпион Венгрии: 1901, 1902

### Личные
- Лучший бомбардир чемпионата Венгрии: 1901 (17 голов), 1902 (10 голов)

## Награды
- Бронзовая медаль «За военные заслуги» на ленте креста «За военные заслуги» (15 мая 1915, Австро-Венгрия)[5]
- Серебряная медаль «За военные заслуги» на ленте креста «За военные заслуги» (13 сентября 1915, Австро-Венгрия)[5]
- Медаль «За ранение» с одной полоской (Австро-Венгрия)[5]
- Войсковой крест Карла (1916, Австро-Венгрия)[5]
- Памятная военная медаль с мечами (1930-е гг., Королевство Венгрия)[5]